# Ablemma makiling
Ablemma makiling är en spindelart som beskrevs av Pekka T. Lehtinen 1981. Ablemma makiling ingår i släktet Ablemma och familjen Tetrablemmidae.
Artens utbredningsområde är Filippinerna. Inga underarter finns listade i Catalogue of Life.